# San Mauro Forte
San Mauro Forte (Sàndë Màurë in dialetto locale) è un comune italiano di 1 203 abitanti della provincia di Matera in Basilicata. È affiliato all'associazione nazionale città dell'olio.

## Geografia fisica
Il centro abitato sorge su una collina a 540 m s.l.m. nella parte centro-occidentale della provincia di Matera; il suo territorio confina a nord con i comuni di Salandra (14 km), Oliveto Lucano (15 km) e Garaguso (17 km), a est con Ferrandina (31 km), a sud con Craco (25 km) e Stigliano (31 km), e a ovest con Accettura (14 km).
San Mauro Forte è compresa nel territorio della comunità montana Collina Materana.

## Storia
Il centro ha origini molto antiche, come testimoniato dai numerosi ritrovamenti avvenuti sul territorio; in località Timponi è stata scoperta una costruzione risalente all'VIII secolo a.C. ed in località Priati alcune tombe del IV secolo a.C. L'attuale centro risale all'epoca normanna, presumibilmente al 1060, ed il suo nome deriva da un antico monastero benedettino intitolato a San Mauro intorno al quale si sviluppò l'abitato, che fu completamente fortificato; l'accesso al paese era garantito da quattro porte, una delle quali presente ancora oggi, mentre sul lato est fu costruita una torre a tre piani, situata in quella che oggi è la piazza principale. L'aggettivo Forte fu aggiunto successivamente al nome San Mauro per ricordare come il paese riuscì a respingere le bande di briganti dello spagnolo Borjes nel 1861. San Mauro Forte appartenne alla contea di Montescaglioso ed a partire dal '400 passò sotto il dominio degli Orsini Del Balzo prima, dei Del Balzo e successivamente dei Sanseverino, dei Carafa e dei Colonna. Nel 1751 San Mauro riuscì a liberarsi dal giogo feudale, quando fu riscattato da quattro acquirenti fra cui i d'Eufemia, già amministratori dei vecchi feudatari, che investiti del titolo di baroni si stabilirono in paese costruendovi le loro residenze all'interno delle mura medievali.

### La rivolta del 1940
I fatti del marzo 1940 a San Mauro Forte sono stati la prima rivolta popolare contro il fascismo. Ne furono protagonisti alcune centinaia di contadini che avevano ricevuto cartelle esattoriali errate, ma che allo stesso tempo esprimevano malcontento per la situazione politica, introducendo nel materano e, quindi, in tutta la Lucania, la consapevolezza di poter ribellarsi per il rispetto dei propri diritti. Al termine della rivolta vi furono due vittime e 130 persone furono arrestate.

## Monumenti e luoghi d'interesse

### Architetture religiose

#### La chiesa di Santa Maria Assunta
Alle spalle della torre è situata la chiesa di Santa Maria Assunta, la cui costruzione risale al 1553, che conserva una croce astile del XVI secolo ed una tela del 1700.

#### La chiesa dell'Annunziata
Fu costruita a partire dalla fine del XV secolo dai francescani, insieme al grande monastero, alto cinque piani ed occupante un'area di 4000 m².

#### Altre chiese
- Chiesa di San Rocco
- Cappella di Santa Maria del Rosario

### Architetture civili e militari

#### Il Torrione cilindrico quattrocentesco

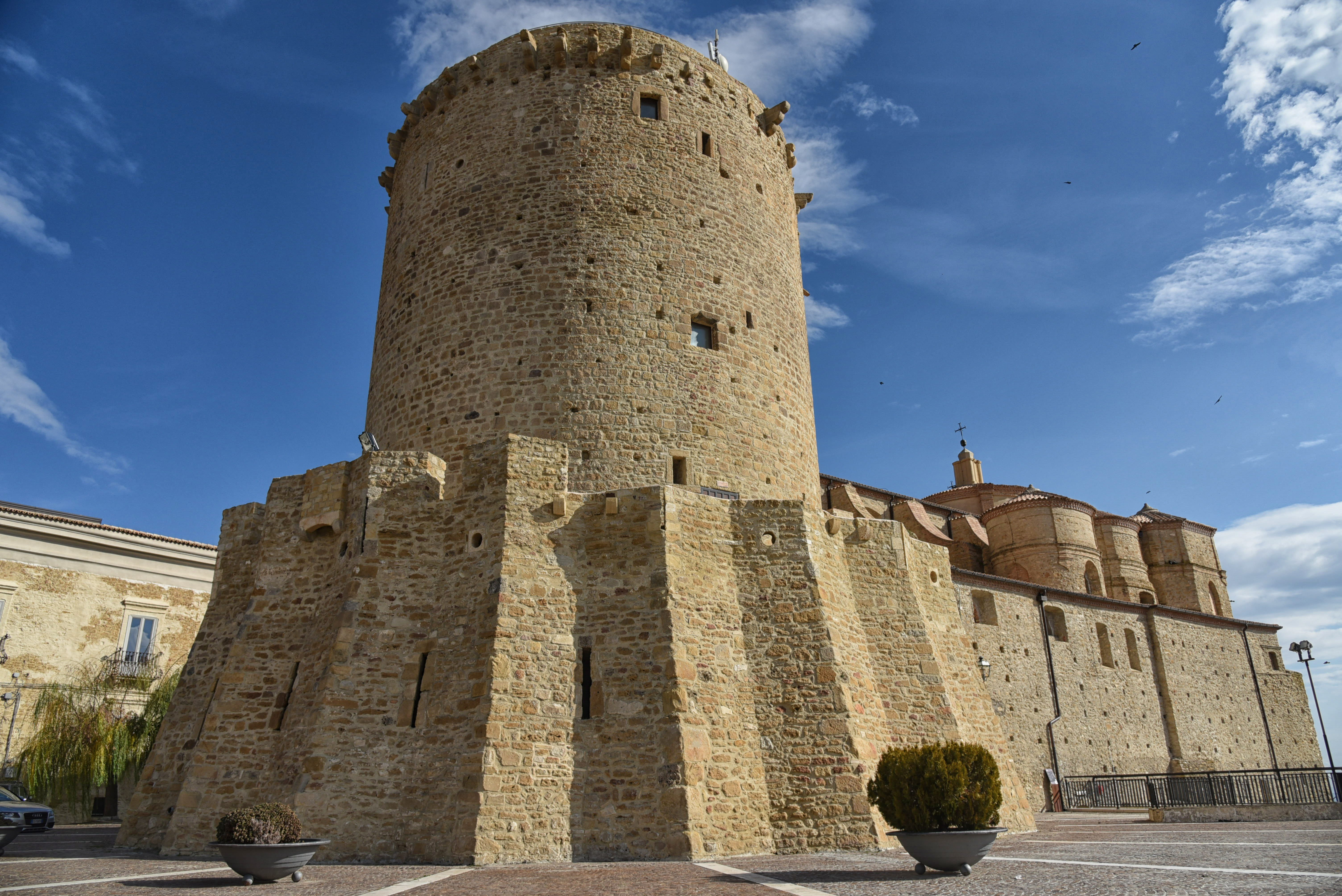
La torre medioevale

La Torre Normanna è una torre cilindrica a tre piani, con base circondata da un bastione poligonale, alta circa 25 mt e fu edificata intorno al 1000/1100 d.C. La struttura presenta un ingegnoso sistema carrucolare, ed un imponente sistema di raccolta di acqua piovana, grazie alla presenza di cisterne. Contrariamente a quello che per anni si è pensato, la torre non era affiancata da costruzioni gemelle, (come nel caso dei Castelli federiciani), ma fu concepita come singolo maschio che fungeva da avamposto difensivo e da sede della guarnigione.  Il Torrione cilindrico a scarpa zig-zagata è uno delle più interessanti strutture difensive, completamente ricostruito durante gli anni Cinquanta del Quattrocento. La struttura ossidionale è da comparare al Torrione cilindrico di Bitonto: sembrano ambedue scaturire da un unico progetto. Le due strutture sono simili per suddivisione dei volumi in alzato oltre che per la evidente scarpata zig-zagata da attribuire ai dettami di Leon Battista Alberti; ambedue le strutture si presentano suddivise in tre piani, con base circondata da un bastione poligonale zig-zagato.Tale torre per secoli è stata riprodotta in dipinti e stemmi familiari del luogo e, negli anni '80, nella serie filatelica dei castelli.

#### I palazzi nobiliari
Numerosi sono i palazzi nobiliari risalenti al settecento: tutti presentano pregiati elementi ornamentali come portali in pietra, fregi floreali, e testimoniano il rapporto che i proprietari ebbero con la cultura napoletana, documentato in particolare da dipinti di ispirazione partenopea presenti nelle cappelle private. I palazzi più importanti sono:

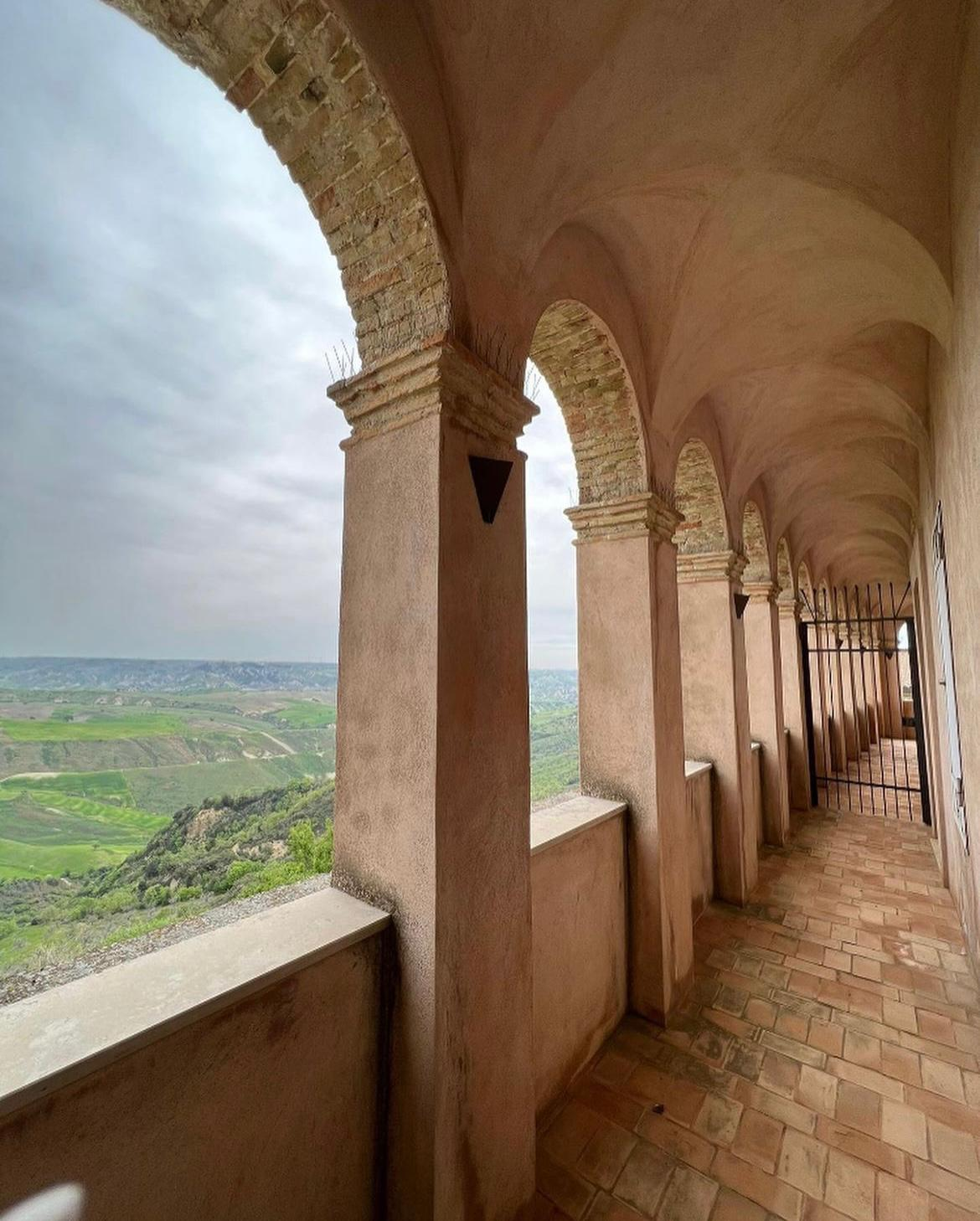
prospettiva interna del Palazzo Arcieri

- Palazzo Arcieri Bitonti, che al piano terra ospita il Museo multimediale "In Viaggio In Basilicata".
- Palazzo Arcieri, già Municipio e Pretura, attualmente ospitante in alcune sale il cittadino "Museo della Civiltà contadina".
- Palazzo Lauria, con portale barocco del 1770, cappella privata, e diversi mobili antichi all'interno, tra cui due scrigni veneziani del 1600.
- Palazzo Del Turco
- Palazzo Acquaviva, con cappella.
- Palazzo Deufemia
- Palazzo Scalese
- Palazzo Montesano di Montemurro, situato in via regina Margherita, oggi di proprietà della famiglia Granata/Montesano.
- Palazzo Di Mase
- Palazzo Disanza
- Palazzo Onorati

## Società

### Evoluzione demografica
Abitanti censiti

### Tradizioni e folclore
- La sagra del Campanaccio[6]: festa di antichissima tradizione, si svolge a partire dal 16 gennaio ed ha origine sia nei riti pagani propiziatori legati al culto della terra ed alla transumanza e sia nelle celebrazioni sacre in onore di Sant'Antonio Abate. Gruppi numerosi di uomini girano rumorosamente per le strade del paese con grossi campanacci che suonano tenendoli tra le gambe. I campanacci sono di sesso maschile e femminile, i primi più lunghi, i secondi più larghi; hanno funzioni propiziatorie, di fecondità dei campi e di sollievo dai malanni. I suonatori di campanacci iniziano il loro peregrinare con tre giri intorno alla chiesa di San Rocco, dove è custodita l'immagine di Sant'Antonio Abate. I rumorosi cortei si fermano di tanto in tanto quando i campanari sostano nei pressi delle cantine o di punti di ristoro dove vengono loro offerti bicchieri di vino o salsiccia ed altri prodotti derivati dall'uccisione del maiale e poi ripartono con il loro fragoroso trambusto fino a notte fonda[7][8].
- La processione del Venerdì Santo: il corteo, che parte dal vecchio monastero francescano, è aperto dall'Addolorata, seguita dal Cristo morto e dal Calvario. Il percorso è caratterizzato da un antico lamento funebre, e percorre le strade principali del paese sostando in tutte le chiese.

## Amministrazione
| Periodo        | Periodo        | Primo cittadino   | Partito                                    | Carica  | Note |
| -------------- | -------------- | ----------------- | ------------------------------------------ | ------- | ---- |
| 29 maggio 2007 | 6 maggio 2012  | Francesco Diluca  | Casa delle Libertà                         | Sindaco |      |
| 7 maggio 2012  | 16 maggio 2016 | Francesco Dibiase | lista civica Rinascita per San Mauro Forte | Sindaco |      |
| 11 giugno 2017 | in carica      | Francesco Diluca  | lista civica Uniti per San Mauro Forte     | Sindaco |      |